# Тода, Кэйко
Кэйко Тода (яп. 戸田恵子 Тода Кэйко, 12 сентября, 1957, Нагоя, префектура Айти) — японская сэйю, актриса и певица. Учась в пятом классе, поступила в детскую театральную группу NHK Nagoya Broadcasting, в возрасте 15 лет переехала в Токио, где её наставниками были Нати Нодзава и Такаси Янасэ. В 1974 году выступала как энка с псевдонимом Аю Акэми, но успеха не добилась. Наиболее известна озвучиванием главного персонажа аниме Soreike! Anpanman с 1988 года. Также её голосом говорит паровозик Томас в первых восьми сезонах дублированной японской версии сериала «Томас и его друзья».
В кино дебютировала в 1994 году, появившись в фильме «Каждый день — летние каникулы». Работала с режиссёром Коки Митани, который был её поклонником. Выдвигалась на 21 премию Японской киноакадемии в номинации лучшая женская роль второго плана (фильм The Time of Radio 1997 года).
Тода периодически снимается в телесериалах, играет в спектаклях («Good People», «Sing a Song», «Route 66») и мюзиклах («War Paint»). Занимается дубляжем (Керри-Энн Мосс в «Матрице», Сальма Хайек в «Вечных»).
В 2015—2022 годах являлась радиоведущей авторской программы на Nippon Broadcasting System.
Принимала участие в Международном детском кинофестивале в Токио.

## Позиции в Гран-при журнала Animage
- 1980 год — 11-е место в Гран-при журнала Animage в номинации на лучшую женскую роль[28];
- 1981 год — 5-е место в Гран-при журнала Animage в номинации на лучшую женскую роль[29];
- 1982 год — 4-е место в Гран-при журнала Animage в номинации на лучшую женскую роль[30];
- 1983 год — 7-е место в Гран-при журнала Animage в номинации на лучшую женскую роль[31];
- 1984 год — 5-е место в Гран-при журнала Animage в номинации на лучшую женскую роль[32];
- 1985 год — 11-е место в Гран-при журнала Animage в номинации на лучшую женскую роль[33];
- 1986 год — 14-е место в Гран-при журнала Animage в номинации на лучшую женскую роль[34];
- 1987 год — 18-е место в Гран-при журнала Animage в номинации на лучшую женскую роль[35];
- 1988 год — 12-е место в Гран-при журнала Animage в номинации на лучшую женскую роль[36];
- 1989 год — 19-е место в Гран-при журнала Animage в номинации на лучшую женскую роль[37].

## Роли в аниме
- 1979 — Mobile Suit Gundam (Матильда Аян);
- 1980 — Taiyo no Shisha Tetsujin 28-go (Принц Гула);
- 1981 — Queen Millennia (Хадзимэ Амамори);
- 1981 — Space Warrior Baldios Movie (Роза Афродия);
- 1982 — Queen Millennia: The Movie (Хадзимэ Амамори);
- 1982 — Boku Pataliro! (Джада);
- 1982 — Densetsu Kyojin Ideon/Hatsudou Hen (Карала Адзиба);
- 1982 — Densetsu Kyojin Ideon/Sesshoku Hen (Карала Адзиба);
- 1982 — Новые приключения пчёлки Майи (Мосил);
- 1983 — Cat’s Eye (Хитоми Кисуги);
- 1983 — Powered Armor Dorvack (Арома);
- 1984 — Glass Mask (Рэй Аоки);
- 1985 — Arei no Kagami: Way to the Virgin Space (Мэгуру Дайти);
- 1985 — Люпен III: Легенда о золоте Вавилона (фильм третий) (Саранда);
- 1985 — Фандора (Реймия);
- 1985 — Blue Comet SPT Layzner (Доктор Элизабет Клабери);
- 1985 — High School! Kimen-gumi (Эльза Ясэйно);
- 1985 — Щелкунчик Китаро (ТВ-3/1985) (Китаро);
- 1985 — Bavi Stock (Кейт Ли Джексон);
- 1985 — Щелкунчик Китаро — Фильм (1985) (Китаро);
- 1985 — Ди: Охотник на вампиров (Дэн Ланг);
- 1986 — Щелкунчик Китаро — Фильм (1986, весна) (Китаро);
- 1986 — Karuizawa Syndrome (Норико Куондзи);
- 1986 — Baribari Densetsu (Миюки);
- 1986 — Щелкунчик Китаро — Фильм (1986, лето) (Китаро);
- 1986 — Aoki Ryuusei SPT Layzner OVA (Доктор Элизабет Клабери);
- 1986 — Guyver: Out of Control (Валькурия / Гайвер II);
- 1986 — Toki no Tabibito: Time Stranger (Дзиро Агино);
- 1986 — Щелкунчик Китаро — Фильм (1986, зима) (Китаро);
- 1987 — Mugen Shinshi: Bouken Katsugeki Hen (Мамия Мугэн);
- 1987 — Hi no Tori: Uchū Hen (Нана);
- 1988 — Щелкунчик Китаро (ТВ-3/1988) (Китаро);
- 1988 — High School Agent (Нина);
- 1988 — Kidou Senshi SD Gundam (Матильда Аян);
- 1988 — Go! Anpanman (Анпанман);
- 1989 — Go! Anpanman: The Shining Star's Tear (Анпанман);
- 1989 — Гнев ниндзя — Фильм (Касуми Аяносукэ);
- 1989 — Ведьмина служба доставки (Осоно);
- 1989 — Isewan Taifu Monogatari (Тосио Нисидзава);
- 1989—1990 — Hi-Speed Jecy (Дзера)
- 1990 — Go! Anpanman: Baikinman's Counterattack (Анпанман);
- 1990 — Bouken! Iczer 3 (Икзер-2);
- 1990 — A Wind Named Amnesia (София);
- 1991 — Wizardry (Шейла);
- 1991 — Легенда о Королях-Драконах (Леди Эл);
- 1991 — Oniisama e… (Орихара Каору);
- 1991 — Go! Anpanman: Fly! Fly! Chibigon (Анпанман);
- 1991 — Люпен III: Словарь Наполеона (спецвыпуск 03) (Тиэко Кидо);
- 1992 — Go! Anpanman: The Secret of Building Block Castle (Анпанман);
- 1993 — Go! Anpanman: Nosshi the Dinosaur's Big Adventure (Анпанман);
- 1994 — Asobou! Hello Kitty (Кики);
- 1994 — Go! Anpanman: The Lyrical Magical Witch's School (Анпанман);
- 1995 —  Go! Anpanman: Let's Defeat the Haunted Ship!! (Анпанман);
- 1996 — Городской охотник (спецвыпуск первый) (Роса Мартинес);
- 1996 — Go! Anpanman: The Flying Picture Book and the Glass Shoes (Анпанман);
- 1997 — Go! Anpanman: The Pyramid of the Rainbow (Анпанман);
- 1998 — Galaxy Express 999: Eternal Fantasy (Канон);
- 1998 — Go! Anpanman: The Palm of the Hand to the Sun (Анпанман);
- 1998 — Glass Mask OVA (Тигуса Цукикагэ);
- 1999 — Go! Anpanman: When the Flower of Courage Opens (Анпанман);
- 1999 — Люпен III: Несчастливые дни Фудзико (спецвыпуск 11) (Розалия);
- 2000 — Парящий на ветру (Лючия);
- 2000—2009 — Go! Anpanman (Анпанман);
- 2009 — Renzoku Ningyou Katsugeki: Shin Sanjuushi (Миледи);
- 2010—2019 — Go! Anpanman (Анпанман);
- 2019 — Код Гиас: Лелуш Воскресший (Шамна)[38];
- 2019 — City Hunter: Shinjuku Private Eyes (Хитоми Кисуги)[39];
- 2020 — Mottainai Grandma[40][41];
- 2021—2023 — Go! Anpanman (Анпанман);
- 2022 — Urusei Yatsura (мать Атару)[42];
- 2023 — Lupin III vs. Cat's Eye (Хитоми Кисуги)[43];
- 2023 — Kin no Kuni Mizu no Kuni (Леопольдина)[44]
- 2023 — City Hunter The Movie: Angel Dust (Хитоми Кисуги)[45][46]